# Ruamahanga River
Der  Ruamahanga River ist ein Fluss in der Region Wellington auf der Nordinsel von Neuseeland.

## Geographie
Der Ruamahanga River hat sein Quellgebiet an dem südöstlichen Hang des 1499 m hohen Mount Dundas in der Dundas Ridge, die zur Tararua Range zählt. Von dort fließt er in östliche Richtung auf die Cattle Range zu, um diese in einem 180°-Bogen nördlich zu umgehen. Die Ridge fast bis an ihrem südlichen Ende östlich begleitet, schwenkt nun der Fluss in einem 90°-Knick nach Osten zu und ändert seine Flussrichtung nach Südsüdosten, nachdem er auf den New Zealand State Highway 2 getroffen ist. Diesen begleitet der Ruamahanga River ostseitig bis nach Masterton.
Südlich von Masterton und nachdem der Waingawa River von Westen hinzugestoßen ist, fließt der Ruamahanga River mäanderförmig an Martinborough westseitig vorbei und bewegt sich in gleicher Form in Richtung Südwesten bis zu seiner Mündung in den Lake Ononoke. Der See entwässert an seiner Südostseite bei Lake Ferry in die Palliser Bay im Süden der Nordinsel.
Linksseitig tragen die Flüsse Kopuaranga River, Tauweru River, Huangarua River, Dry River, Tauanui River ihre Wässer zu und rechtsseitig tun dies die Flüsse Waipoua River, Waingawa River, Waiohine River.
Rund 8,8 km vor seiner Flussmündung befindet sich über die Alsops Bay ein rund 4 km langer Zufluss des Lake Wairarapa zum Ruamahanga River.
Der Ruamahanga River besitzt eine Länge von 152 km und entwässert eine Fläche von 3555 km².

## Nutzung
Der Fluss ist zum Forellenangeln beliebt. Im oberen Teil des Flusses gibt es viele zum Baden geeignete Stellen.